# Shunsuke Izumiya
Shunsuke Izumiya (japanisch 泉谷駿介; * 26. Januar 2000 in der Präfektur Kanagawa) ist ein japanischer Hürdenläufer, der sich auf die 110-Meter-Distanz spezialisiert. Er geht auch im Weit- und Dreisprung an den Start.

## Sportliche Laufbahn
Erste internationale Erfahrungen sammelte Shunsuke Izumiya 2018 bei den Juniorenasienmeisterschaften in Gifu, bei denen er mit 15,89 m die Bronzemedaille im Dreisprung gewann. Anschließend nahm er im Hürdensprint an den U20-Weltmeisterschaften in Tampere teil und gewann dort in 13,38 s ebenfalls die Bronzemedaille. Im Jahr darauf gewann er bei der Sommer-Universiade in Neapel in 13,49 s die Bronzemedaille hinter dem Brasilianer Gabriel Constantino und Wilhem Belocian aus Frankreich. Er qualifizierte sich zudem für die Weltmeisterschaften in Doha, ging dort aber spontan nicht an den Start. 2021 erreichte er bei den Olympischen Spielen in Tokio das Halbfinale im Hürdensprint und schied dort mit 13,35 s aus. Auch bei den Weltmeisterschaften in Eugene im Jahr darauf schied er mit 13,42 s im Semifinale aus. 2023 siegte er in 13,07 s beim Seiko Golden Grand Prix sowie in 13,22 s bei der Athletissima, ehe er beim London Athletics Meet mit 13,06 s auf Rang zwei gelangte. Im August belegte er bei den Weltmeisterschaften in Budapest mit 13,19 s im Finale den fünften Platz. Im Jahr darauf wurde er bei der Xiamen Diamond League in 13,17 s Dritter und anschließend bei der Diamond League Shanghai in 13,23 s Zweiter. Im August nahm er an den Olympischen Sommerspielen in Paris teil und schied dort mit 13,32 s im Halbfinale aus.
2025 startete er im Weitsprung bei den Hallenweltmeisterschaften in Nanjing mit 8,21 m den vierten Platz.
In den Jahren von 2021 bis 2023 wurde Izumiya japanischer Meister im Hürdensprint. 2021 verbesserte er dabei mit 13,06 s den Nationalrekord von Taiō Kanai aus demselben Jahr um eine Zehntelsekunde. Zudem wurde er 2021 Hallenmeister im 60-Meter-Hürdenlauf. Izumiya war Student an der Juntendo-Universität.

## Persönliche Bestleistungen
- 110 m Hürden: 13,04 s (−0,9 m/s), 4. Juni 2023 in Osaka (japanischer Rekord)
  - 60 m Hürden (Halle): 7,50 s, 17. März 2021 in Osaka (japanischer Rekord)
- Weitsprung: 8,21 m, 23. März 2025 in Nanjing
- Dreisprung: 16,08 m (+2,0 m/s), 26. Mai 2019 in Sagamihara